# ケルンクラフト400
「ケルンクラフト400」（独:Kernkraft 400）は、ゾンビ・ネイションというドイツのテクノグループによって発表された楽曲で、彼らのアルバム『Leichenschmaus』から出た最初のシングル曲。1999年にリリースされると、2000年2月にドイツで最高22位となった。ベルギーやオランダではトップ10入りしたほか、イギリスでは初登場2位となり、その後40万枚以上を売り上げて英国レコード産業協会からゴールドディスク認定を受けた。
この楽曲は、世界中のスポーツ競技場（野球、バスケットボール、アメリカンフットボール、アイスホッケーなど）で応援曲として広く使われており、2014年のスポーツ・イラストレイテッド誌による「スタジアム応援歌(Stadium Anthem)トップ10」では第8位に入った。

日本では、横浜DeNAベイスターズの山﨑康晃投手がマウンドに上がる際の曲に採用されたことや、バスケットボール日本代表の八村塁選手が当時在籍していたゴンザガ大学の名物チーム応援などから、広く知られるようになった。

## リリース
「ケルンクラフト400」は、ドイツで1999年にGigoloレコードからリリースされた。イギリスでは、2000年9月18日にDataレコードからリリースされた。

## ミュージックビデオ
曲名のケルンクラフト(Kernkraft)とは「原子力」という意味のドイツ語で、同ミュージックビデオは原子力発電所の室内で始まる。そこには70年代ディスコの衣装を着た通販番組司会者（フロリアン・ゼンフター）がいて、後から女性モデル2人が踊りながら登場する。1人のモデルが商標登録されたKernkraft400™の電子レンジに食品プレートを入れると、もう一方のモデルの従来型電子レンジよりも遥かに速くかつ高温で食品を調理する。続いて標準的な日焼けマシーンとKernkraft400™のマシーンに彼女たちが入ると、前者が皮膚の赤いサンバーン日焼けで、後者には完璧な日焼けが施される。最後に、司会者はスタジオのソファに座ってカメラを切り、標準的なバイブレータとKernkraft400™のものを審査する。カメラが引き画面になると、双方の女性モデルが司会者に向かって駆け寄るところが映り、一方でビデオ制作スタッフが化学防護服を着ている様子も映される。

## 評判
英Select誌は、このシングル曲の幅広い人気に着目して「パチャでも歓迎されている」「DJ達からの評価も悪くない」との批評を出した。
英ラジオ局のミックスアルバム『Kiss House Nation 2001』付属の解説冊子にて、音楽編集者のMatthew Kershawは「子供向けテレビ番組から最もアンダーグラウンドなテクノ系クラブのどこでもこれが首位に選ばれた。ただテクノ、トランス、エレクトロ、ハウスのどれなのか誰も知らず、正直なところ誰も気にしていなかった」と述べて、ジャンル「分類不能」なクラブ系の楽曲に位置付けた。

## 大衆文化
アメリカ合衆国のラジオでは、2001年にシカゴ (イリノイ州)で「ケルンクラフト400」が初めて流された。全年齢層で人気を博したため、最初はアリーナフットボールの試合でシカゴ・ラッシュ (Chicago Rush) のファン向けに導入された。この曲は選手紹介時の目立つ楽曲ではなかったが、ホーム競技場のオールステート・アリーナではタイムアウトやコマーシャルの中断時間に定期的に演奏され、屋内フットボールファンを大声で応援させ続けるのに役立っていた。
日本では、2009年にフジテレビ系で放送された「FNS26時間テレビ」における「笑っていいとも!」のコーナーで、この曲がメンバー入れ替えのBGMで用いられた際、山口智充がこの曲に♪君の家まで 君の家まで チャリンコ乗ってさ～と適当に歌詞をつけて歌ったのが話題となり、一般的な知名度を得るに至っている。
「ケルンクラフト400」は、ゲームほか様々なアーティストによって音源サンプリングされている。米国プロアイスホッケーでは、ボストン・ブルーインズのホーム試合で得点が決まった時にこの曲が流れており、ブルーインズは楽曲リリース当初から19年にわたってこの曲を使用している。アメリカンフットボールでは、ピッツバーグ・スティーラーズが2010年以前からキックオフの試合前にこの曲を演奏している。ペンシルベニア州立大学アメフト部は早くも2005年から「ケルンクラフト400」を使用しており、曲の合間にはファン達が「ウィー・アー・ペン・ステイト(We Are Penn State)」と唱和する。野球のメジャーリーグでは、シアトル・マリナーズがホーム球場のT-モバイル・パークで大量得点のヒットを打った時などにこの曲を演奏している。ロサンゼルス・ドジャースはホームランの後にこの曲を演奏する。サッカーでは、UEFA EURO 2016の予選大会中にこの曲がウェールズ代表ファン達の半公式な応援歌（アンセム）となった。これは対ベルギー戦で引き分けた際、敵地スタジアムのボードゥアン国王競技場で流れていた同曲に合わせてウェールズファン達が熱狂的に踊ったのが始まりとされている。英トレンメア・ローヴァーズFCもまた選手たちの登場前テーマ曲に使っており、観客達が雄叫びをあげる。米プロバスケットボールのNBAでは、大部分のチームが試合前のメンバー紹介時や応援を盛り上げる際の音楽としてこの曲を使っていた。日本プロバスケットボールのB.LEAGUEでもレバンガ北海道や横浜ビー・コルセアーズなど同様に使用されている。
この曲に合わせて飛び跳ねるタイプの応援も見られる。米大学アメフトリーグのUCFナイツ（セントラルフロリダ大学）は、少なくとも2007年のホーム開幕戦でこの曲を応援賛歌として使っていた。曲が演奏されると、UCFファンは曲の合間に「U・C・F・ナイツ」と唱和して飛び跳ねる。スタジアムの反響や揺れから「バウンス・ハウス」との異名が付いたこの応援は物議を醸した。スタジアムが古いため大学関係者は当初この楽曲演奏を終わらせたい意向だったが、安全検査で構造上問題がないことが判明し、この曲の短いバージョンを試合中に幾度か流すことで決着した。日本のプロ野球では、横浜DeNAベイスターズの山崎康晃投手がマウンドに上がる際の登場曲として使われており、ファン達が飛び跳ねながら曲の合間に「ヤ・ス・ア・キ」と唱和する大応援が「康晃ジャンプ」と名付けられている。
ゲーム業界では、北米で販売された（アイスホッケーが題材の）PlayStation 3用ゲーム『NHL 13』のサウンドトラックに、この曲の「Stadium Chant Mix」版が収められている。

## チャート順位
| 各国 (1999-2001)                         | 最高位 |
| ---------------------------------------- | ------ |
| オーストラリア (ARIA)                    | 86     |
| ベルギー (Ultratop 50 Flanders)          | 10     |
| カナダ (Nielsen SoundScan)               | 16     |
| カナダ ダンス/アーバン (RPM)             | 1      |
| 欧州全域 (Eurochart Hot 100)             | 12     |
| フランス (SNEP)                          | 100    |
| ドイツ (GfK Entertainment charts)        | 22     |
| ギリシャ (IFPI)                          | 1      |
| アイルランド (IRMA)                      | 2      |
| アイルランドDance(IRMA)                  | 1      |
| オランダ (Dutch Top 40)                  | 8      |
| オランダ (Single Top 100)                | 5      |
| スコットランド (Official Charts Company) | 2      |
| UK シングルス (OCC)                      | 2      |
| UK ダンス (OCC)                          | 1      |
| US Billboard Hot 100                     | 99     |
| US Dance Club Songs (Billboard)          | 47     |
| US Dance Singles Sales (Billboard)       | 3      |

| チャート (2000)                 | 順位 |
| ------------------------------- | ---- |
| ベルギー (Ultratop 50 Flanders) | 67   |
| オランダ (Dutch Top 40)         | 82   |
| オランダ (Single Top 100)       | 67   |
| 英国シングル (OCC)              | 38   |

### 認定
| 国/地域                          | 認定 | 認定/売上数 |
| -------------------------------- | ---- | ----------- |
| イギリス (BPI)                   | Gold | 400,000     |
| 認定のみに基づく売上数と再生回数 |      |             |